# Banc Central de Malawi
El Reserve Bank of Malawi és el banc central de Malawi creat l'any 1964, situat a Lilongwe. El president actual és Wilson Banda.
El Banc promou polítiques d'inclusió financera i és un membre líder de l'Aliança per a la Inclusió Financera. També és una de les 17 institucions reguladores originals que ha fet compromisos nacionals específics amb la inclusió financera en virtut de la Declaració Maya durant el Fòrum de Política Global de 2011 celebrat a Mèxic.
El Reserve Bank of Malawi és l'única institució autoritzada per a emetre el kwacha de Malawi, que va substituir la lliura de Malawi el 1971.

## Presidents
- Alan G. Perrin, 1964-1968
- DE Thomson, 1968-1971
- John Tembo, 1971-1984
- Chakakala Chaziya, 1984-1986
- Stephen Chimwemwe Hara, 1986-1988
- Hans Joachim Lesshafft, 1988-1992
- Francis Perekamoya, 1992-1995
- Mathews Chikaonda, 1995-2000[5]
- Elias Ngalande, 2000-2005[5]
- Victor Mbewe, 2005-2009[5]
- Avantatges Ligoya, 2009-2012[5]
- Charles Chuka, 2012-2017[5]
- Dalitso Kabambe, 2017-2020[6]
- Wilson Banda, 2020-actualitat[7][8]